# 貝利希尼亞

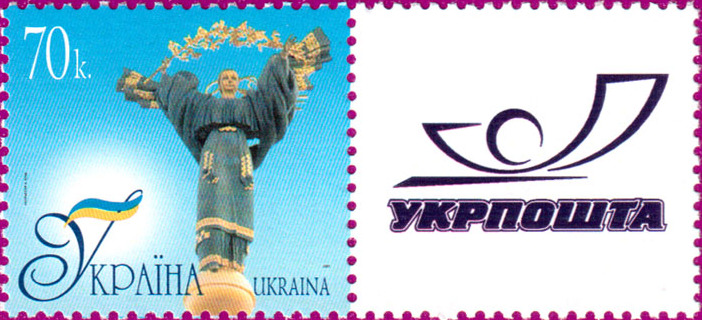
乌克兰邮票上的贝利希尼亚

贝利希尼亚（羅馬化：Berehynia，羅馬化：Bereginya）是斯拉夫神话中的女性神灵（维拉）。直到20世纪后期，在乌克兰以母权为中心的浪漫民族主义神话中，才开始将其视为具有“灶母，家宅保护神”作用的“斯拉夫女神”。
该名起源于前基督教时期的斯拉夫神话，但在现代用法中它有两层含义。该名称的词源事实不太明确：俄语和乌克兰语单词“берег”是指河岸；而衍生的动词“беречь”（俄语）或“берегти”（乌克兰语），意为“保护”。
本来，隐秘、阴暗幽灵般的那伊阿得斯（Naiads）水仙类似居住沿河流、湖泊、池塘中的鲁萨尔卡，被认为是暴躁、危险的。在水边，他们被认为总是躲避被青年男女发现，尤其是在黑夜中。
早在20世纪的fakeloristic(流传)推测“比列希尼亚”是史前西徐亚大地女神与鲁萨尔卡（岸边守候者）二者的组合。
1991年乌克兰独立后，有关她的一些流传也悄悄发生了变异，今天被确定为“炉娘”（与国家自身的监护者有关）与鲁萨尔卡的结合。该转变的根源是20世纪80年代后期的橙色革命，数位乌克兰作家想寻求理想化的乌克兰女性形象。因此，今天比列吉尼亚在乌克兰民族主义、女权主义和新异教中也有一定的地位。
2001年，一座顶端塑有比列吉尼亚的独立纪念碑，作为基辅的保护者，竖立在城市中心的独立广场上、列宁纪念碑（在2013年迈丹革命期间被示威者推倒）所在地前面，基辅的主保圣人——天使长米迦勒纪念碑也位于同一广场的对面。

## 记录
1. ↑  Lozko, Galina. . Українське народознавство.   [2008-11-16]. （原始内容存档于2007-10-28） （乌克兰语）.
2. 1 2  Rubchak, Marian J. . 欧洲女性研究杂志 (瓦尔帕莱索大学,印地安那: SAGE Publications). May 2001, 8 (2): 149  [2014-02-12]. doi:10.1177/135050680100800202. （原始内容存档于2008-05-19）.
3. ↑  所以V. A. 格罗佐夫 (1860–1845),根据久洛拉斯洛在传统罗斯刺绣上的数字认出了该女神,Steppenvölker und Germanen: Kunst der Völkerwanderungszeit (1970), p. 140.
4. ↑  . АРАТТА.   [2008-11-16]. （原始内容存档于2021-01-21） （乌克兰语）.
5. ↑  比列吉尼亚作为斯拉夫女神的假设受到乌克兰本土信仰会（成立于1998年, 前身为成立于1993年的 Pravoslavya）女主席哈琳娜·罗莎的反对.   [2007-09-20]. （原始内容存档于2011-07-20）.

## 外部资料
- 橙色革命女神 by Marian J. Rubchak,比较比列吉尼亚与季莫申科.在线翻译,2005年.
- Oksana Kis' "谁受到比列吉尼亚的保护, 或男人发明的女权制",《明镜周报》(明镜周刊),2005年4月26日-5月6日. （俄文）, （乌克兰語）
- 比列吉尼亚玩偶图片 （页面存档备份，存于）